# Distribució del semicercle de Wigner
La distribució del semicercle de Wigner, o senzillament distribució del semicercle, va ser introduïda per Eugene Wigner (1902-1995) , premi Nobel de Física el 1963. Wigner va suggerir que els nivells d'energia d'un sistema atòmic estaven raonablement ben descrits (des d'un punt de vista estadístic) pels valors propis d'una matriu aleatòria de dimensió molt gran amb certes condicions de simetria i per aquest motiu estava interessat en el comportament asimptòtic de les matrius aleatòries, la qual cosa el va conduir a la distribució de probabilitat que porta el seu nom.
A part de les matrius aleatòries, la distribució del semicercle és important en la teoria de les probabilitats lliures (free probability) (ambdós temes estan molt relacionats), i la majoria de resultats sobre aquesta distribució es troben en llibres i articles d'aquests camps.

## Funció de densitat i moments
La funció de densitat de la distribució del semicercle és
| {\displaystyle f(x)={\begin{cases}{\frac {1}{2\pi }}{\sqrt {4-x^{2}}},&{\text{si}}\ x\in [-2,2],\\0,&{\text{en cas contrari.}}\\\end{cases}}} |

Correspon a una distribució beta amb quatre paràmetres amb {\displaystyle \alpha =\beta =3/2}, i {\displaystyle a=-2\ {\text{i}}\ b=2}. El gràfic d'aquesta densitat és una semi-el·lipse, vegeu la Figura 1.

Figura 1. Funció de densitat de la distribució del semicercle

Aquesta distribució té moments de tots els ordres. Si designem per {\displaystyle m_{k}=\int _{-\infty }^{\infty }x^{k}\,f(x)\,dx} el moment d'ordre {\displaystyle k}, tenim que {\displaystyle m_{k}={\begin{cases}0,&{\text{si}}\ k\ {\text{és senar}},\\C_{n},&{\text{si}}\ k=2n,\end{cases}}\qquad (1)}
on {\displaystyle C_{n}={\frac {(2n)!}{(n+1)!\,n!}}}és l'{\displaystyle n}-èsim nombre de Catalan. Compareu aquests moments amb els d'una distribució normal estàndard. En particular, si {\displaystyle X} té distribució del semicercle, llavors {\displaystyle E[X]=0\quad {\text{i}}\quad {\text{Var}}(X)=1.}

La distribució del semicercle està determinada pels moments, això és, si tenim una distribució de probabilitat que té els moments (1), aleshores és la distribució del semicercle. Això és degut al fet que totes les distribucions amb suport compacte estan determinades pels moments. Alternativament, pot comprovar-se que els moments (1) compleixen la condició de Carleman

## Funció generatriu de moments, funció característica i transformada de Stieltjes
La distribució del semicercle té funció generatriu de moments en tot {\displaystyle \mathbb {R} }, {\displaystyle M(t)={\frac {1}{t}}I_{1}(2t),\quad t\in \mathbb {R} ,}on {\displaystyle I_{1}} és la funció de Bessel modificada amb {\displaystyle \nu =1}.

La funció característica val
{\displaystyle \varphi (t)={\frac {1}{t}}J_{1}(2t),\quad t\in \mathbb {R} ,}on {\displaystyle J_{1}} és la funció de Bessel amb {\displaystyle \nu =1}.
Per estudiar les propietats de les matrius aleatòries, s'utilitza la transformada de Stieltjes. La transformada de Stieltjes d'una probabilitat {\displaystyle p} a {\displaystyle \mathbb {R} } es defineix per{\displaystyle s(z)=\int _{\mathbb {R} }{\frac {1}{x-z}}\,dp(x),\quad z\in \mathbb {C} \setminus {\text{sup}}(p),}on {\displaystyle {\text{sup}}(p)} és el suport de {\displaystyle p}; en particular, {\displaystyle s} està ben definida en {\displaystyle \mathbb {C} \setminus \mathbb {R} }. Si la probabilitat {\displaystyle p} té densitat {\displaystyle g}, aleshores {\displaystyle s(z)=\int _{\mathbb {R} }{\frac {g(x)}{x-z}}\,dx.}La transformada de Stieltjes determina unívocament una distribució de probabilitat i té molt bones propietats respecte la convergència feble de probabilitats. La funció {\displaystyle G(z)=-s(z)} s'anomena transformada de Cauchy.
La distribució del semicercle té transformada de Stieltjes donada per{\displaystyle s(z)=-{\frac {1}{2}}{\big (}z-{\sqrt {z^{2}-4}}),\quad z\in \mathbb {C} \setminus [-2,2].}Per a una demostració mitjançant càlcul de residus, vegeu Bai and Silverstein.

## Distribució del semicercle amb paràmetres
Diversos autors introdueixen una distribució del semicercle amb un o dos paràmetres. Cal dir que les notacions no són universals. La distribució del semicercle amb paràmetre {\displaystyle a\in \mathbb {R} } i {\displaystyle R>0} ve donada per la densitat
| {\displaystyle f(x)={\begin{cases}{\dfrac {2}{\pi R^{2}}}{\sqrt {R^{2}-(x-a)^{2}}},&{\text{si}}\ x\in [a-R,a+R],\\\\0,&{\text{en cas contrari.}}\\\end{cases}}} |

Designarem aquesta distribució per {\displaystyle w_{a,R}}; quan {\displaystyle a=0}, llavors la denotarem per {\displaystyle w_{R}}. La definició inicial que hem donat a la primera secció correspon als paràmetres {\displaystyle a=0} i {\displaystyle R=2}.
Si {\displaystyle X} és una variable aleatòria amb la distribució del semicercle, {\displaystyle X\sim w_{2}}, aleshores {\displaystyle (R/2)X+a\sim w_{a,R}}, la qual cosa permet deduir-se diverses propietats la distribució {\displaystyle w_{a,R}}.

#### Distribució del semicercle amb un paràmetre
Estudiem amb més detall la distribució {\displaystyle w_{R}}: la seva densitat és
| {\displaystyle f(x)={\begin{cases}{\dfrac {2}{\pi R^{2}}}{\sqrt {R^{2}-x^{2}}},&{\text{si}}\ x\in [-R,R],\\\\0,&{\text{en cas contrari.}}\\\end{cases}}} |

Aplicant que si {\displaystyle X\sim w_{2}}, aleshores {\displaystyle (R/2)X\sim w_{R}}, deduïm que el moment d'ordre {\displaystyle k} de {\displaystyle w_{R}} és 
{\displaystyle m_{k}^{(R)}={\begin{cases}0,&{\text{si}}\ k\ {\text{és senar}},\\\\{\dfrac {R^{2n}}{2^{2n}}}\,C_{n},&{\text{si}}\ k=2n,\end{cases}}}En particular, si considerem una variable aleatòria {\displaystyle Y\sim w_{R}} llavors, {\displaystyle E[Y]=0\quad {\text{i}}\quad {\text{Var}}(Y)={\frac {R^{2}}{4}}.}
La funció generatriu de moments és 
{\displaystyle M_{R}(t)={\frac {2}{Rt}}I_{1}(Rt).}La funció característica val 
{\displaystyle \varphi _{R}(t)={\frac {2}{Rt}}J_{1}(Rt).}

## El resultat de Wigner
Ens limitarem al cas de matrius aleatòries reals; per a resultats més generals, vegeu, per exemple, Anderson et al.. Considerem un espai de probabilitat {\displaystyle (\Omega ,{\cal {A,P)}}}. Una matriu aleatòria (real) és una matriu {\displaystyle {\begin{pmatrix}X_{11}&X_{12}&\cdots &X_{1n}\\X_{21}&X_{22}&\cdots &X_{2n}\\\vdots &\vdots &&\vdots \\X_{n1}&X_{n2}&\cdots &X_{nn}\\\end{pmatrix}}}
on cada component {\displaystyle X_{ij}} és una variable aleatòria ordinària.

Considerarem només matrius simètriques i suposarem certes condicions d'independència i dels moments de les variables. Concretament, suposarem: 
1. Les variables de la diagonal {\displaystyle X_{11},\dots ,X_{nn}} són independents i tenen la mateixa distribució (iid), amb variància finita.
2. Les variables {\displaystyle X_{ij},\ i<j} són independents i tenen la mateixa distribució (iid), amb esperança {\displaystyle E[X_{ij}]=0} i variància {\displaystyle {\text{Var}}(X_{ij})=1}.
3. Les variables del triangle inferior esquerra s'obtenen per simetria respecte de la diagonal: {\displaystyle X_{ji}=X_{ij},\ j>i}, amb la qual cosa la matriu serà simètrica.

Així, la matriu serà de la forma 
{\displaystyle {\boldsymbol {M}}={\begin{pmatrix}X_{11}&X_{12}&\cdots &X_{1n}\\X_{12}&X_{22}&\cdots &X_{2n}\\\vdots &\vdots &&\vdots \\X_{1n}&X_{2n}&\cdots &X_{nn}\\\end{pmatrix}}}
Les matrius amb aquestes característiques o similars (depenent dels autors, vegeu les referències citades) s'anomenen matrius de Wigner.

Atès que la matriu és simètrica, els seus valors propis seran tots reals; els designarem per {\displaystyle \lambda _{1},\dots ,\lambda _{n}}, i degut al caràcter aleatori de la matriu, seran variables aleatòries. Per a {\displaystyle A\in {\mathcal {B}}(\mathbb {R} )}, on {\displaystyle {\mathcal {B}}(\mathbb {R} )} és la {\displaystyle \sigma }-àlgebra de Borel sobre {\displaystyle \mathbb {R} }, definim {\displaystyle \mu (A)={\frac {{\text{Card}}\{j:\ \lambda _{j}\in A\}}{n}},}on {\displaystyle {\text{Card}}(C)} és el cardinal d'un conjunt {\displaystyle C}. Es tracta d'una probabilitat aleatòria, ja que per a cada realització de l'experiment aleatori, {\displaystyle \omega \in \Omega }, {\displaystyle \mu (A)(\omega )={\frac {{\text{Card}}\{j:\ \lambda _{j}(\omega )\in A\}}{n}},}és una probabilitat ordinària sobre {\displaystyle (\mathbb {R} ,{\mathcal {B}}(\mathbb {R} ))}. La funció {\displaystyle \mu } s'anomena mesura espectral empírica de la matriu {\displaystyle {\boldsymbol {M}}}.
| Teorema. Considerem una successió de matrius aleatòries, {\displaystyle \{{\boldsymbol {M}}_{n},\ n\geq 1\}}, {\displaystyle {\boldsymbol {M}}_{n}} de dimensions {\displaystyle n\times n}, amb les propietats 1,2 i 3 que hem enunciat abans. Definim {\displaystyle {\boldsymbol {W}}_{n}={\frac {1}{\sqrt {n}}}\,{\boldsymbol {M}}_{n}}i designem per {\displaystyle \mu _{n}} la mesura espectral empírica de {\displaystyle {\boldsymbol {W}}_{n}}. Aleshores, amb probabilitat 1, {\displaystyle \lim _{n\to \infty }\mu _{n}=S,\quad {\text{en distribució}},}on {\displaystyle S} és la distribució del semicercle. |

Figura 3. Il·Iustració del teorema de Wigner. En blau, histograma dels valors propis d'una matriu, i en vermell, la densitat de la distribució del semicercle.

Com a il·lustració d'aquest teorema, s'ha calculat els valors propis d'una matriu {\displaystyle {\boldsymbol {W}}_{n}} amb {\displaystyle n=1000}, amb totes les variables amb distribució normal estàndard {\displaystyle {\mathcal {N}}(0,1)}. A la Figura 3 hi ha l'histograma dels 1000 valors propis (en blau), on s'ha superposat el gràfic de la funció de densitat de la distribució del semicercle (en vermell).

## Distribució del semicercle i probabilitats lliures
La distribució dels semicercle té, en probabilitats lliures (free probability), un paper anàleg en molts aspectes al de la distribució normal. Per exemple, en el teorema central del límit per a variables lliures el límit és una distribució del semicercle. De la mateixa manera que la distribució normal estàndard està caracteritzada perquè tots els cumulants són zero, excepte el d'ordre 2 que val 1, la distribució del semicercle ho està pel fet que tots els cumulants lliures són zero excepte el d'ordre 2 que és 1.